# Sauris hirudinata
Sauris hirudinata är en fjärilsart som beskrevs av Achille Guenée 1858. Sauris hirudinata ingår i släktet Sauris och familjen mätare. Inga underarter finns listade.